# Wola Grąbiecka
Wola Grąbiecka – wieś w Polsce położona w województwie mazowieckim, w powiecie sierpeckim, w gminie Zawidz. Ma status sołectwa. Sąsiaduje z Grąbcem, Zalesiem, Komorowem, Wilczogórą, Mieszakami i Kisielewem.
Pierwsze wzmianki o wsi pochodzą z XVII w. Jej wcześniejsze nazwy to Wolka Grębiowska, Wólka Grębiowska i Wólka.
W latach 1975–1998 miejscowość administracyjnie należała do województwa płockiego.